# Simon Önerud
Lars Simon Önerud, född 16 juni 1988 i Jönköping, är en svensk ishockeyspelare. Han har bland annat representerat Modo Hockey och vunnit två SM-guld med sin moderklubb HV71.

## Karriär
Simon Önerud debuterade i SHL med HV71 2008 med två matcher i A-laget som junior. Önerud fick A-lagskontrakt med HV71 och gjorde två säsonger då han delvis fick spela med J20 och även lånades ut till IF Troja-Ljungby och IK Oskarshamn i allsvenskan i ishockey. Inför säsongen 2011 fick Önerud inget nytt kontrakt med HV71, varpå han istället anslöt till Timrå IK. Han spelade två säsonger med Timrå, där särskilt den andra blev skadedrabbad. Efter att Timrå degraderats värvades Önerud till Modo Hockey. Önerud spelade två säsonger i Modo innan han inför säsongen 2015/2016 värvades tillbaka till moderklubben HV71.
Önerud vann SM-guld med HV71 säsongen 2016/2017. I förlängningen av den sjunde avgörande finalmatchen mot Brynäs IF den 29 april 2017 gjorde Önerud det avgörande målet (assisterat av Martin Thörnberg). Önerud gjorde totalt 10 mål under SHL-slutspelet 2017, och vann därmed slutspelets skytteliga. Önerud utsågs till slutspelets mest värdefulla spelare och tilldelades Stefan Liv Memorial Trophy 2017.

## Meriter
- SM-silver med HV71 2009
- SM-guld med HV71 2010
- SM-guld med HV71 2017
- HockeyAllsvenskan-guld med HV71 2022